# Ламберг, Франц Йозеф фон
Князь Франц Йозеф фон Ламберг (нем. Franz Joseph von Lamberg; 28 октября 1637, Вена — 2 ноября 1712, Штайр) — австрийский государственный деятель.

## Биография
Сын имперского графа Иоганна Максимилиана фон Ламберга и графини Юдит Ребекки Элеоноры Врбна фон Фройденталь.
Его отец Иоганн Максимилиан некоторое время был наставником императора Леопольда I, поэтому Франц Йозеф воспитывался вместе с ним и сохранил дружеские отношения с императором до конца его жизни. После того, как его отец вернулся из Испании, Франц Йозеф 10 июля 1661 стал императорским камергером. В 1664 году назначен советником Императорского двора. Его отец, отвечавший за отношения между венским двором и Испанией, часто давал сыну дипломатические миссии: в 1667 и 1668 годах при дворах в Мадриде, Париже, Кельне и Регенсбурге, а в 1676 и 1677 годах в Испании. В 1666 году был направлен навстречу невесте императора Леопольда I Маргарите Терезе Испанской на венецианскую границу, чтобы сопровождать ее в Вену. Поскольку его миссии были в основном церемониальными, он получал награды соответствующих стран: в 1667 году испанским орденом Сантьяго, в 1694 году был пожалован Карлом II в рыцари ордена Золотого руна. При этом его влияние на венскую политику было небольшим.
3 апреля 1686 году император назначил Ламберга действительным тайным советником и губернатором Австрии выше Энса (Landeshauptmann von Österreich ob der Enns) (утвержден Иосифа I в 1705 году и Карлом VI в 1712 году), а в 1704 году — членом Государственного совета и конференц-советником. Его старший сын Леопольд Матиас, доверенное лицо императора Иосифа I, в 1707 году получил сан имперского князя, а в 1709 году имперское графство Лейхтенберг в Баварии. Но поскольку Леопольд Матиас умер в 1711 году в возрасте 44 лет, случился редкий случай, когда его отец унаследовал от сына княжеский титул (диплом от 22 марта 1711 года).

## Семья
Жена (4.02.1663): Анна Мария фон Траутмансдорф-Вейнсберг (1642—21.04.1727), сын Адама Маттиаса фон Траутмансдорф-Вейнсберга, ландмаршала и королевского штатгальтера Богемии, и Евы Иоганны фон Штернберг. В этом браке родилось 24 ребенка, из которых до совершеннолетия дожила половина.
Дети:
- Князь Леопольд Маттиас (23.02.1667—10.03.1711). Жена (1691): Мария Клаудия фон Кюнигль (1670—6.12.1710), дочь Иоганна Георга фон Кюнигля и Марии Анны Вильгельмины Вицтум фон Экштедт
- Мария Масимилиана (28.09.1671—6.05.1718). Муж (14.02.1691): Иоганн Эренрайх унд Нойхаус (1667—1729)
- Иоганн Адам (1677—1708), камергер. Жена (1702): Антония Мария Элеанора фон Лихтенштейн (12.01.1683—19.12.1715), дочь принца Антона Флориана фон Лихтенштейна и Элеоноры Барбары фон Тун унд Гогенштейн
- Князь Франц Адам (30.09.1678—23.08.1759). Жена (19.02.1713): Людовика Эрнестина фон Гогенцоллерн-Гехинген (7.01.1690—21.10.1720), дочь князя Фридриха Вильгельма фон Гогенцоллерн-Гехингена и Марии Леопольдины Людовики фон Зинцендорф
- Йозеф Доминикус (8.07.1680—30.08.1761), кардинал, князь-епископ Пассау
- Граф Иоганн Филипп (9.09.1684—8.11.1735), камергер, тирольский оберстландегермейстер. Жена (3.08.1707): Мария Йозефа Антония фон Монтфорт (10.11.1685—1.04.1708), дочь Иоганн Антона I фон Монтфорта и Марии Виктории цу Шпаур унд Флавон
- Граф Иоганн Фердинанд (11.01.1689—16.10.1764), императорский и королевский директор камерной музыки
- Алоизия Антония Бонавентура (4.07.1690—24.05.1764). Муж (7.04.1716): Карл Адольф фон Раппах (1688—?)
- Франц Алоис (28.09.1692—6.10.1732), епископ-суффраган Пассау